# 拳銃一覧
拳銃一覧（けんじゅういちらん）は、軍隊、法執行機関及び民間向けの拳銃の一覧である。

## 第二次世界大戦までの回転式拳銃

### アメリカ
- コルト.41ライトニング
- コルトM1847
- コルトM1848
- コルトM1851
- コルトM1860
- コルトM1889
- コルトM1873
- コルトM1917
- S&W M1917
- S&W M22
- コルト・ディテクティブスペシャル
- コルトシェリフズM1861
- オフィシャル・ポリス
- S&W No.1
- S&W No.2
- S&Wロシアン
- S&W M10
- S&W M27
- レミントンM1867
- レミントンアーミーM1875
- レミントンダブルデリンジャー
- レ・マット・リボルバー
- ペッパーボックスピストル
- スターM1858
- メナード・ピストル

### イギリス
- エンフィールドNo.1
- エンフィールドNo.2
- ブランダー・バス・フリントロック・ピストル
- ウェブリー・リボルバー
- ウェブリー＝フォスベリー・オートマチック・リボルバー
- アダムズ・リボルバー
- ランカスター・ピストル
- モンキーテイル
- W&S Mk.IV
- リード・ナックルダスター・リボルバー
- アパッチ・リボルバー

### フランス
- オーディナンスM1892
- ルフォーショー・ピン・ファイア・リボルバー
- レ・マット・リボルバー
- サンチェンヌ M1874

### ロシア帝国/ソビエト連邦
- ナガンM1895

### 日本
- 二十六年式拳銃
- 桑原製軽便拳銃

### イタリア王国
- ボデオ モデル1889

### ベルギー
- ナガンM1895

### ドイツ帝国/ナチス・ドイツ
- モーゼルM1878
- ドライゼM1880
- ドライゼM1884

### スイス
- スイス・アーミーM1882
- スイス・アーミーM1929

### オーストリア
- ラスト＆ガッサー M1898

## 第二次世界大戦後の回転式拳銃

### アメリカ
- S&W M12
- S&W M13
- S&W M14
- S&W M15
- S&W M16
- S&W M17
- S&W M18
- S&W M19
- S&W M27
- S&W M28
- S&W M29
- S&W M34
- S&W M36
- S&W M37
- S&W M38
- S&W M40
- S&W M42
- S&W M49
- S&W M60
- S&W M53
- S&W M64
- S&W M65
- S&W M66
- S&W M67
- S&W M68
- S&W M340PD
- S&W M500
- S&W M586
- S&W M610
- S&W M629
- S&W M640
- S&W M649
- S&W M657
- S&W M686
- S&W PC M929
- S&W ガバナー
- S&W センチネル
- S&W レディスミス
- NAA ミニ・リボルバー
- コルト・キングコブラ
- コルト・アナコンダ
- コルト・グリズリー
- コルト・パイソン
- コルト・ローマン
- スタームルガー・セキュリティシックス
- スタームルガー・スピードシックス
- スタームルガー・ポリスサービスシックス
- スタームルガー・GP100
- スタームルガー・SP101
- スタームルガー・LCR
- スタームルガー・レッドホーク
- スタームルガー・スーパーレッドホーク
- スタームルガー・ブラックホーク
- スタームルガー・スーパーブラックホーク
- スタームルガー・シングルシックス
- スタームルガー・バケーロ
- スタームルガー・シングルテン
- ダン・ウェッソン・リボルバー
- チャーターアームズ・アンダーカバー
- チャーターアームズ・ブルドッグ

### ブラジル
- トーラス・レイジングブル
- トーラス・ジャッジ
- トーラス M44
- トーラス M431
- トーラス M85
- トーラス M605
- トーラス M651
- トーラス・トラッカー
- トーラス・ガウチョ

### フランス
- マニューリン MR73
- マニューリン MR88
- マニューリン スペシャル ポリス F1
- マニューリン MR93
- マニューリン MR96

### イタリア
- マテバ MT1
- マテバ MTR8
- マテバ MTR6
- マテバ 2006M
- マテバ 2007S
- マテバ モデロ6 ウニカ
- チアッパ・ライノ
- ベレッタ スタンピード

### ドイツ
- RG-14
- RG-66

### オーストリア
- プファイファー・ツェリスカ

### ユーゴスラビア
- ツァスタバ M83

### 日本
- ニューナンブM60
- ミロク リバティチーフ

### ロシア
- MP-412 REX

### フィリピン
- スカイヤーズビンガム

### 中華人民共和国
- 05式9mm警用轉輪手槍
- 10式10mm防暴轉輪手槍

### 大韓民国
- 9mmスマートピストル

## 第二次世界大戦までの自動拳銃

### アメリカ
- コルト.380ポケット・モデル
- コルトM1900
- コルトM1903
- コルトM1905
- コルトM1908 ベストポケット
- コルトM1911
- コルト・ウッズマン
- サルベージ M1906
- ハイスタンダード HDM
- モスバーグ ブラウニー

### ドイツ帝国/ナチス・ドイツ
- ルガーP08
- ルガーM1900
- ルガーM1906
- ワルサー モデル9
- ワルサーP38
- ワルサーPPK
- ワルサーPP
- モーゼルC96
- モーゼルHSc
- モーゼルM1910/1914
- モーゼルM1912
- ベルグマンM1896
- ボーチャードピストル
- ボルクハルト
- DWM M22
- ランゲンハンピストル
- ザウエル&ゾーン 38H
- リリパット・ピストル
- オルトギースピストル

### フランス
- MAB モデルD
- MAS M1935 A
- MAS M1935 S
- MAS mle1935

### イタリア王国
- グリセンティM1910
- ベレッタM1915
- ベレッタM1934

### スペイン王国
- アストラ400
- カンポ・ギロ M1913
- アストラ M1921
- アストラ 700スペシャル
- アストラM900
- JO.LO.AR.

### ベルギー
- FN ブローニングM1900
- FN ブローニングM1903
- FN ブローニング・ベイビー
- FN ポケット・モデル M1906
- FN ブローニングM1910
- FN ブローニング M1922
- FN M1935
- ベヤード M1908

### オーストリア＝ハンガリー帝国
- コリブリ 2.7mm拳銃
- マンリカ M1901
- ロス・ステアーM1907
- ショーンベルガー・ピストル

### チェコスロバキア
- Cz 1927
- Cz 1938
- Cz.37
- CZ45

### ハンガリー
- FEMARU 37

### ポーランド
- ラドムVIS wz1935

### フィンランド
- ラハティL-35

### スウェーデン
- ハスクバーナ m/40

### ノルウェー
- コングスベルグ・コルト

### ソ連
- トカレフTT-30
- トカレフTT-33

### 日本
- 十四年式拳銃
- 南部式大型自動拳銃（甲型、乙型）
- 南部式小型自動拳銃
- 北支一九式拳銃
- 九四式拳銃
- 浜田式自動拳銃（一式拳銃、二式拳銃）
- 稲垣式自動拳銃
- 杉浦式自動拳銃
- 日野式自動拳銃

### 中華民国
- 山西17式

### イギリス
- ウェブリー&スコット セルフローディングピストル

### アルゼンチン
- システマ・コルト M1927
- バジェステル＝モリナ

### メキシコ
- オブレゴン・ピストル

## 第二次世界大戦後の自動拳銃

### アメリカ
- オートマグ44
- ジュニア・コルト
- AA2000
- ブローニングBDM
- GI モデルNo1
- GI モデルNo2
- HP C-9
- HP JHP
- HP JCP
- Kel-Tec P11
- Kel-Tec P32
- Kel-Tec P3AT
- キンバー イージス
- キンバー カスタム
- キンバー イクリプス
- スタームルガーMkI
- スタームルガーP95
- スタームルガーP97
- スタームルガーP345
- スタームルガー22/45
- スタームルガーLC9
- スタームルガーLCP
- S&W M39
- S&W M41
- S&W M44
- S&W M52
- S&W M59
- S&W M410
- S&W M459
- S&W M469
- S&W M559
- S&W M645
- S&W M659
- S&W M910
- S&W M1006
- S&W M3913
- S&W M4003
- S&W M4006
- S&W M4506
- S&W M5906
- S&W MK22 Mod0
- S&W Sigma
- S&W M&P
- スプリングフィールドXD
- スプリングフィールドXDM
- ウィルディ・ピストル
- ブレン・テン
- レイブンアームズ MP-25
- フェニックスアームズ HP22
- フェニックスアームズ HP25
- ヒメネスアームズ JA-22
- ヒメネスアームズ JA-25
- ヒメネスアームズ LC380
- ロガック P-18
- ウィルソン・コンバット EDC X9

### メキシコ
- トレホ・マシンピストル

### フランス
- MAB PA-15
- MAC mle1950
- PAMAS G1

### ドイツ
- H&K HK4
- H&K HK45
- H&K MK23
- H&K P7
- H&K P9
- H&K P9S
- H&K VP70
- H&K USP
- H&K P8
- H&K P10
- H&K P2000
- H&K P30
- H&K VP9
- H&K P11
- H&K P46
- ワルサーP1
- ワルサーP5
- ワルサーP22
- ワルサーP88
- ワルサーP99
- ワルサーPPS
- ワルサーPPQ
- ワルサーPDP
- ワルサーPPスポーツ
- ワルサーLP3 マッチ・エア・ピストル
- ワルサーGSP ターゲット
- ワルサーTPH
- エルマ KGP-68

### イタリア
- アーセナルファイヤーアームズ ストライクワン
- ベレッタM1951
- ベレッタM84
- ベレッタ92
- ベレッタ93R
- ベレッタ90-Two
- ベレッタ 21ボブキャット
- ベレッタ 3032トムキャット
- ベレッタ 950ジェットファイア
- ベレッタ8000
- ベレッタ9000
- ベレッタPx4ストーム
- ベレッタAPX
- タンフォリオ TA90
- ベルナルディ M100

### ベルギー
- FN ブローニング・ハイパワー
- FN ブローニング・ハイパワーDA
- FN FNP
- FN FNX
- FN FNS
- FN 509
- FN HiPer
- FN Five-seveN
- FN スタンダード・ターゲット・ピストル
- FN ブローニング・マッチ・ターゲット・ピストル

### スペイン
- リャマ
- スターM82
- スター・スーパー・モデルA
- アストラ・コンスタブル
- アストラ・カブ

### スイス
- SIG SP47
- SIG P210
- SIG P220
- SIG P225
- SIG P226
- SIG P228
- SIG P229
- SIG P230
- SIG P231
- SIG P232
- SIG P238
- SIG P239
- SIG P245
- SIG P250
- SIG P320
- SIG P365
- SIG Pro
- SIG MOSQUITO
- ヘンメリーM208
- ヘンメリーM230
- ヘンメリーM152
- ゾロターンITM AT84S
- スフィンクス AT380
- スフィンクス SDP
- スフィンクス 2000
- スフィンクス 3000

### オーストリア
- グロック17
- グロック17L / 24 / 40
- グロック18 / 18C
- グロック19 / 23 / 25 / 32 / 38
- グロック20 / 21 / 22 / 31 / 37
- グロック26 / 27 / 28 / 29 / 30 / 33 / 39
- グロック34 / 35 / 41
- グロック36 / 42 / 43
- ステアーM9
- ステアーM40
- ステアーM357
- ステアーM-A1
- ステアーS-A1
- ステアーGB

### ブルガリア
- アーセナル P-M02 コンパクト

### チェコスロバキア/チェコ共和国
- Vz22
- Vz24
- Vz27
- Vz38
- Vz50
- Vz52
- Vz70
- Vz82
- CZ83
- CZ75
- CZ85
- CZ92
- CZ97B
- CZ75 SP-01
- CZ75 P-01
- CZ P-07
- CZ P-09
- CZ100
- CZ110
- CZ P-10
- CZ122
- CZ Z40
- ZVI KEVIN
- Laugo Alien

### ハンガリー
- PA-63

### クロアチア
- PHP ピストル
- HS95
- HS2000/スプリングフィールドXD

### スロバキア
- PS 97

### スロベニア
- Arex Rex Zero 1

### 南アフリカ共和国
- Z88
- SP1
- CP1

### ソ連/ロシア
- PM
- PB
- スチェッキンAPS
- TP-82
- MP-443
- MP-446
- レベデフ・ピストル
- Archon Type B
- PSM ピストル
- PSS
- GSh-18

### ウクライナ
- FORT-12

### ポーランド
- P64
- P83 バナド
- P93
- WIST-94
- MAG95
- PR-15

### ルーマニア
- Md.74

### ユーゴスラビア/セルビア共和国
- ツァスタバ M57
- ツァスタバ M70
- ツァスタバ M88
- ツァスタバ CZ99
- ツァスタバ CZ999
- ツァスタバ EZ9/EZ40
- ツァスタバ PPZ
- ツァスタバ P25

### イスラエル
- デザートイーグル
- ジェリコ941
- IMI バラクSP-21（ジェリコB）
- KSN ゴーラン
- UZIピストル

### トルコ
- Yavuz 16
- TP9
- Sarsılmaz Kılınç 2000（英語版）
- SAR7/24

### ブラジル
- インベルM911
- インベルM973
- トーラスPT24/7
- トーラス PT92
- トーラスPT140
- トーラスPT145
- トーラスCurve
- トーラスTX22
- トーラスGX4
- トーラスTH

### アルゼンチン
- ベルサ83
- ベルサ サンダー380
- ベルサ サンダー9

### 日本
- ミネベア 9mm自動拳銃
- ニューナンブM57A/A1
- ニューナンブM57B
- ナカヤマ式自動拳銃

### 大韓民国
- K5

### 北朝鮮
- 64式拳銃
- 68式拳銃
- 70式拳銃
- 白頭山拳銃

### 中華人民共和国
- ノリンコ NP22
- ノリンコ NZ75
- 51式手槍
- 52式手槍
- 54式手槍
- 59式手槍
- 64式手槍
- 64式微声手槍
- 67式微声手槍
- 77式手槍
- 80式衝鋒手槍
- 84式微型手槍
- 92式手槍
- 06式微声手槍

### 中華民国
- 75式手槍
- 97式手槍

## 特殊な作動方式の拳銃

### アメリカ
- FP-45
- ディアーガン
- リベレーター
- トンプソン・コンテンダー

### イギリス
- ウェルロッド

### ソ連
- NRS ナイフ型消音拳銃